# تختية (إسماعيلية)
تختية (بالفارسية: تخیتیه) هي قرية وتقع في إيران في قسم إسماعيلية الريفي. يقدر عدد سكانها بـ 102 نسمة بحسب إحصاء 2016.